# Eugênia Sereno
Benedicta de Rezende, referida también como Benedita de Rezende Graciotti, Benedita Pereira Rezende Graciotti o por su seudónimo Eugênia Sereno (São Bento do Sapucaí, 13 de septiembre de 1913 - 3 de mayo de 1981), fue una escritora brasileña adscrita a la literatura regional de Brasil.
Dentro de su trabajo literario, recibió el Premio Jabuti de Literatura en 1966 por O Pássaro da Escuridão en la categoría literatura adulta (autor revelación). Pertenece la oleada de escritoras paulistas de la década de 1960 junto a Helena Silveira, Dinorá do Vale, Evelina Germani Gomes y Lucília Almeida Prado.